# Rafael Palmero Ramos
Rafael Palmero Ramos   (Morales de Rey, 27 de juliol de 1936 - Alacant, 8 de març de 2021) fou un sacerdot catòlic espanyol que va ser bisbe auxiliar de Toledo (1987-1996), bisbe de Palència (1996-2006) i bisbe d'Oriola-Alacant (2006-2012).

## Vida religiosa
Ordenat sacerdot el 13 de setembre de 1959 a Astorga, cursa estudis d'humanitats i filosòfics i els dos primers anys de teologia al seminari conciliar d'Astorga. De 1961 a 1965 fou Secretari d'Estudis i Professor d'Eclesiologia i de Doctrina Social de l'Església al Seminari Major Diocesà d'Astorga; de 1963 a 1968 fou delegat episcopal de Càritas diocesana d'Astorga. De 1968 a 1972 fou secretari particular de l'arquebisbe de Barcelona Marcelo González Martín. Després, a Roma, va ampliar la seva formació teològica. Allí va obtenir la llicenciatura i el doctorat en Teologia per la Pontifícia Universitat Gregoriana i la llicenciatura en Ciències Socials per la Pontifícia Universitat de Sant Tomàs d'Aquino “Angelicum”. De 1972 a 1987 fou vicari general i professor del Seminari Major de Toledo i ardiaca de la seva catedral.
El 24 de novembre de 1987 va ser nomenat bisbe auxiliar de Toledo i bisbe titular de Pedena. Va rebre l'ordenació episcopal el 24 de gener de 1988. El 9 de gener de 1996 va ser traslladat a la seu episcopal de Palència. El 21 de gener de 2006, va prendre possessió del seu càrrec com a bisbe d'Oriola-Alacant a la Catedral d'Oriola. Fins al 24 de desembre de 2005 va ser president del patronat Las Edades del Hombre.
El 5 de gener de 2011 va ser nomenat per Benet XVI membre del Pontifici Consell per a la Pastoral de la Salut. En la Conferència Episcopal Espanyola fou membre de la Comissió Episcopal de Pastoral i del Consell d'Economia de 1999 a 2012. El juliol de 2012 es va jubilar.

## Obres
- 1990: Santidad es alegría, Editorial Monte Carmelo (Burgos).
- 1992: El hombre más feliz de la tierra (2ª edición de Santidad es alegría), Editorial Monte Carmelo (Burgos).
- 1994: Beato Hermano Rafael. ¡Sólo Dios! (Cartas a sus tíos), Editorial Monte Carmelo (Burgos).
- 1998: Una diócesis con suerte: ¡Palencia tiene Trapa!, Editorial Monte Carmelo (Burgos).
- 2000: Teología del dolor y de la enfermedad, Editorial Monte Carmelo (Burgos).
- 2000: Una serena alegría, Editorial Monte Carmelo (Burgos).